# Santa Cristina in Pilli
Una delle più antiche memorie superstiti della chiesa di S. Cristina a Pilli si conserva fra le pergamene del capitolo della cattedrale di Pistoja.»
(Dizionario Geografico Fisico Storico della Toscana, Emanuele Repetti, 1841)
Santa Cristina in Pilli è una frazione del comune di Poggio a Caiano, situata a sud di esso, in territorio collinare.

## Monumenti e luoghi d'interesse
- Chiesa di Santa Cristina in Pilli